# Purificación (religión)

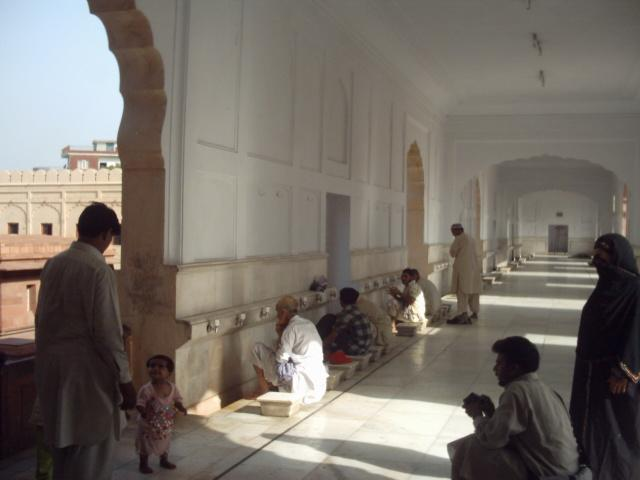
Purificación por ablución en la mezquita de Lahora (Pakistán)

Se llama purificación a la acción y efecto de devolver al cuerpo su pureza. Se recurre a ella ya como medida de limpieza, ya como símbolo de la pureza del alma en ciertas ceremonias religiosas, siendo este el caso más frecuente. 
La purificación estaba muy extendida entre los hebreos, griegos y romanos. En casos extraordinarios, se inmolaba a un hombre cuya muerte purificaba a todo un pueblo. Los reos de asesinato, adulterio, incesto, etc. eran sometidos a purificaciones especiales. Con el mismo fin de purificación se unge agua bendita al entrar en la iglesia y hace aspersiones el sacerdote, prácticas que entre los musulmanes se traducen por abluciones. 

## Historia

### Tipos
La purificación, muy en uso en la antigüedad, era de diversas especies. Había purificaciones particulares ordinarias, generales ordinarias y extraordinarias. 
Las particulares ordinarias eran muy comunes pues solo consistían en lavarse las manos antes de cualquier acto de religión con agua común cuando este acto se hacía en particular y con agua lustral a la entrada de los templos y antes de los sacrificios. Había algunas personas que no contentas con lavarse las manos creyendo estar más puras o limpias de mancha , aguardaban la aspersión sobre su cabeza, pies, a veces en todo el cuerpo y hasta la ropa o traje que llevaban. 
A esto sí estaban obligados con especialidad los sacerdotes. Antes de poder llenar las funciones de su ministerio, debían poner en práctica la más rígida austeridad por espacio de muchos días como evitar cuidadosamente toda especie de impureza y privarse hasta de los placeres lícitos. Cuando sacrificaban a los grandes dioses, la aspersión debía repetirse por tres veces, sin duda acaso del concepto misterioso del número tres para los antiguos: si el sacrificio era a las divinidades infernales bastaba una sola aspersión. Las particulares extraordinarias tenían lugar para los que habían cometido algún crimen de consideración, como homicidio, incesto, adulterio.... El delincuente no podía purificarse por sí mismo, tenía precisión de recurrir a los sacerdotes, llamados Farmacos, que hacían sobre él las aspersiones de sangre, le frotaban con una especie de cebolla y le ponían al cuello un collar de higos.... no podía entrar en los templos ni asistir a sacrificio alguno, sin que antes un Farmaco no le hubiese declarado suficientemente purificado. 
Las generales ordinarias se hacían cuando en un concurso antes de cualquier acto de religión y especialmente antes de los sacrificios, un sacerdote o cualquiera otro después de haber mojado un ramo de laurel o tallos de verbena en el agua lustral hacia la aspersión al pueblo reunido, en cuyo derredor daba tres vueltas. 
Las generales extraordinarias se practicaban en tiempos de peste, hambre u otra cualquier calamidad pública. Estas purificaciones, por lo común eran muy bárbaras, especialmente entre los Griegos. Se buscaba de todos los habitantes de una villa, el más feo y disforme y se le conducía con aparato triste y lúgubre al lugar destinado para el sacrificio, donde hechas muchas ceremonias supersticiosas se le inmolaba, quemaba y arrojaban sus cenizas al mar.

### Formatos
La purificación, aun con las distinciones que dejamos expresadas, tenía el nombre de ablución, expiación, lustración. Por la ablución usada en los Hebreos y propia de los dioses del cielo, se lavaba cualquiera parte o todo el cuerpo al emprender ciertos actos o después de haber contraído manchas legales. Así una mujer de sobreparto debía lavarse, dice Terencio. Según Virgilio, al sentarse a la mesa y al levantarse, refiere Ateneo. Los que volvían de un combate con las manos teñidas en sangre las lavaban con aguardiente, razón porque Eneas en Virgilio, se abstiene tocar sus dioses con las manos ensangrentadas hasta no haberse purificado. Asimismo lavaban el cadáver humano con agua caliente, costumbre que usaron los griegos y romanos por creer podían revivir los que realmente no habían muerto. Antes de los funerales, dice Plauto y de los sacrificios a los dioses, se hacía la ablución por cuyo motivo a la entrada de sus templos babia vasos de mármol llenos de agua. Salomón hizo poner a la puerta del templo una gran cuba llamada mar de bronce, donde los Pontífices se lavaban antes de ofrecer el sacrificio.